# Заречнюк Олег Сафонійович
Заречнюк Олег Сафонійович (*17 вересня 1923, м. Острог — †20 червня 2002, м. Львів) — доктор хімічних наук, професор кафедри неорганічної хімії Львівського національного університету імені Івана Франка, один із засновників кристалохімічного напряму наукових досліджень кафедри, живописець.

## Біографія
Народився 17 вересня 1923 р. у Острозі в родині службовця. Спочатку навчався у семирічній початковій школі в Острозі. Після шостого класу (1935 р.) пішов у Острозьку гімназію.
Брав участь у Другій світовій війні (1942—1945 рр.). Навчання вдалося відновити аж у 24-річному віці. З 1949 р. навчався на хімічному факультеті Львівського університету, який закінчив у 1954 р. з відзнакою.
З 1955 р. працював асистентом кафедри хімії Львівського поліграфічного інституту. У 1958 р. вступив до аспірантури кафедри фізичної хімії Львівського університету.
В 1964 р. захистив кандидатську дисертацію «Фазові рівноваги і кристалічні структури сполук у потрійних системах Се-Al-третій компонент і в почетвірній системі Ce-Mn-Cu-Al» і одержав ступінь кандидата хімічних наук. А в 1967 р. — наукове звання доцента кафедри неорганічної хімії.
Дослідження алюмінієвих сплавів продовжив у докторській дисертації «Синтез і кристалохімія алюмінідів» (Московський університет, 1984), в якій вперше дослідив 131 потрійну систему, для 92 систем, побудував ізотермічні перерізи, синтезував і вивчив кристалічну структуру 289 раніше невідомих сполук, відкрив 17 нових структурних типів, серед них CeCa2Al2 та CeMn4Al8, які сьогодні мають найбільшу кількість представників серед інтерметалічних сполук (понад 1100). Також опублікував понад 200 наукових праць. У 1989 р. одна з розробок на виставці народного господарства України одержала диплом II ступеня і медаль. 
З 1988 р. — професор, з 1993 р. до виходу на пенсію у 1999 р. — головний науковий співробітник кафедри неорганічної хімії Львівського університету.
Заречнюк О. С. читав лекції з загальної і неорганічної хімії, методики викладання хімії, а також спецкурси з металознавства, рентгенографії і кристалохімії. Керував секцією «Юний хімік» Львівського обласного хімічного товариства, а згодом експериментальними роботами членів МАН, учнів середніх шкіл, а також курсовими та дипломними роботами студентів. Підготував шість кандидатів хімічних наук (Олена Емес-Мисенко, Алла Муравйова, Роман Рихаль, Орися Вівчар, Тамара Янсон, Микола Маняко). Автор двох патентів і чотирьох навчально-методичних праць, співавтор підручника «Основи загальної хімії» (Львів, 2000). Член редколегії Вісника Львівського університету (серія хімічна), а також Міжнародної спілки кристалографів. Організував і був автором багатотомного «Літопису кафедри неорганічної хімії» та виставки «Видатні випускники кафедри».
Ще з гімназійних років учений любив малювати. Він оформляв малюнки до усіх публікацій, підручників. Намалював близько 200 краєвидів Карпат і родинного міста Острога. За життя ним було організовано шість виставок: у Львівському університеті, Львівському музеї архітектури й побуту (Шевченківський гай), культурно-мистецькому центрі Острозької академії. Був членом ініціативної ради з відновлення Острозької академії. У 2000 р. йому присудили звання почесного професора Острозької академії.
Помер 20 червня 2002 р. у Львові.

## Основні праці
1. Потрійні сполуки з надструктурою до типу ThMn12 // Доп. АН УРСР. Сер. А. 1966. № 6;
2. Кристаллическая структура Sr5Al9 // Кристаллография. 1987. Т. 32, № 2;
3. Исследование взаимодействия компонентов в тройных системах (Ca, Sr, Ba)–Cu–Al // Металлы. 1992. № 6;
4. Основи загальної хімії: Підруч. Л., 2000.